# Elezioni generali in Perù del 2011
Le elezioni generali in Perù del 2011 si tennero il 10 aprile (primo turno) e il 5 giugno (secondo turno) per l'elezione del Presidente e il rinnovo del Congresso della Repubblica.
Le elezioni presidenziali videro la vittoria di Ollanta Humala, sostenuto dal Partito Nazionalista Peruviano, che sconfisse Keiko Fujimori, sostenuta da Forza 2011; Humala divenne quindi Presidente del Perù.

## Risultati

### Elezioni presidenziali
| Candidati                | Partiti                                                                          | I turno    | I turno | II turno   | II turno |
| Candidati                | Partiti                                                                          | Voti       | %       | Voti       | %        |
| ------------------------ | -------------------------------------------------------------------------------- | ---------- | ------- | ---------- | -------- |
| Ollanta Humala           | Gana Perú (PNP - PS - PCP - PSR)                                                 | 4 643 064  | 31,70   | 7 937 704  | 51,45    |
| Keiko Fujimori           | Forza 2011                                                                       | 3 449 595  | 23,55   | 7 490 647  | 48,55    |
| Pedro Pablo Kuczynski    | Alleanza per il Grande Cambiamento (PPC - APP - PHP - RN)                        | 2 711 450  | 18,51   |            |          |
| Alejandro Toledo         | Alleanza Perù Possibile (Perù Possibile - AP - Somos Perú)                       | 2 289 561  | 15,63   |            |          |
| Luis Castañeda Lossio    | Alleanza di Solidarietà Nazionale (PSN - UPP - Cambio 90 - Siempre Unidos - TPP) | 1 440 143  | 9,83    |            |          |
| José Ñique de la Puente  | Fonavistas del Perú                                                              | 37 011     | 0,25    |            |          |
| Ricardo Noriega          | Despertar Nacional                                                               | 21 574     | 0,15    |            |          |
| Rafael Belaúnde Aubry    | Partido Político Adelante                                                        | 17 301     | 0,12    |            |          |
| Juliana Reymer           | Fuerza Nacional                                                                  | 16 831     | 0,11    |            |          |
| Humberto Pinazo          | Justicia, Tecnología y Ecología                                                  | 11 275     | 0,08    |            |          |
| Manuel Rodríguez Cuadros | Partido Descentralista Fuerza Social                                             | 9 358      | 0,06    |            |          |
| Totale                   | Totale                                                                           | 14 647 163 | 100     | 15 428 351 | 100      |

### Elezioni parlamentari
| Liste                                                                            | Voti       | %     | Seggi |
| -------------------------------------------------------------------------------- | ---------- | ----- | ----- |
| Gana Perú (PNP - PS - PCP - PSR)                                                 | 3 245 003  | 25,27 | 47    |
| Forza 2011                                                                       | 2 948 781  | 22,97 | 37    |
| Alleanza Perù Possibile (Perù Possibile - AP - Somos Perú)                       | 1 904 180  | 14,83 | 21    |
| Alleanza per il Grande Cambiamento (PPC - APP - PHP - RN)                        | 1 851 080  | 14,42 | 12    |
| Alleanza di Solidarietà Nazionale (PSN - UPP - Cambio 90 - TPP - Siempre Unidos) | 1 311 766  | 10,22 | 9     |
| Alleanza Popolare Rivoluzionaria Americana                                       | 825 030    | 6,43  | 4     |
| Cambio Radicale                                                                  | 347 475    | 2,71  | –     |
| Fonavistas del Perú                                                              | 170 052    | 1,32  | –     |
| Fuerza Social                                                                    | 108 200    | 0,84  | –     |
| Partido Político Adelante                                                        | 42 276     | 0,33  | –     |
| Fuerza Nacional                                                                  | 37 633     | 0,29  | –     |
| Despertar Nacional                                                               | 30 190     | 0,24  | –     |
| Justicia, Tecnología, Ecología                                                   | 17 478     | 0,14  | –     |
| Totale                                                                           | 12 839 144 | 100   | 130   |

- I 12 seggi di Alleanza per il Grande Cambiamento furono così ripartiti: 7 PPC; 2 APP; 1 PHP; 1 RN; 1 Indipendenti.

## Cronologia
Le cariche da rinnovare erano le seguenti:
- Presidente costituzionale della Repubblica
- Primo Vicepresidente della Repubblica
- Secondo Vicepresidente della Repubblica
- 130 parlamentari della Repubblica, ripartiti sulla base delle entità delle circoscrizioni elettorali.
- 5 parlamentari del Parlamento andino

I parlamentari eletti giurarono e assunsero le loro funzioni il 26 giugno 2011, il Presidente della Repubblica e i suoi vicepresidenti eletti invece il 28 luglio dello stesso anno.
Le elezioni generali sono state convocate dal presidente Alan García mediante decreto n.105 del 5 dicembre 2010. Le candidature dovevano essere registrate al Consiglio Nazionale delle Elezioni per i partiti politici e le alleanze elettorali (JNE) con sei mesi di anticipo rispetto alla data prevista per la convocazione delle elezioni.
La popolazione elettorale convocata per le elezioni era invece stabilita dal Registro Nazionale di Identificazione e Stato Civile (RENIEC), l'organizzazione e svolgimento elettorale invece dall'Officina Nazionale dei Processi Elettorali (ONPE). Al JNE spettava invece verificare la legalità del processo elettorale e la proclamazione degli eletti. 
Secondo la Costituzione peruviana il Presidente uscente non può ottenere la rielezione immediata. 
Il Partido Aprista del Presidente uscente García ha confermato la non candidatura alla Presidenza della Repubblica e la presentazione solo dei candidati al Congresso.. Il Partito Nazionalista Peruviano, di orientamento di sinistra nazionalista, ha confermato la candidatura dell'ex capitano dell'esercito nonché ex candidato alle Elezioni del 2006 Ollanta Humala. Il centrodestra rappresentato invece dal Partito Popolare Cristiano e dal Partito di Solidarietà Nazionale non si è presentato unito ma optando rispettivamente per le candidature di Pedro Pablo Kuczynski e dell'ex sindaco di Lima Luis Castañeda. Il fronte fujimorista ha candidato invece la figlia dell'ex presidente incarcerato Alberto Fujimori, Keiko. L'ex presidente Alejandro Toledo, di orientamento liberale ha confermato la sua candidatura.

## Sondaggi

### Presidenziali, primo turno
| Data    | Sondaggista                                              | Keiko Fujimori | Ollanta Humala | Alejandro Toledo | Luis Castañeda | Pedro Pablo Kuczynski |
| ------- | -------------------------------------------------------- | -------------- | -------------- | ---------------- | -------------- | --------------------- |
| 01/2010 | Ipsos Apoyo                                              | 18%            | 15%            | 9%               | 23%            | 3%                    |
| 02/2010 | Ipsos Apoyo                                              | 21%            | 13%            | 9%               | 22%            | -                     |
| 03/2010 | Ipsos Apoyo                                              | 20%            | 12%            | 11%              | 20%            | -                     |
| 04/2010 | Ipsos Apoyo                                              | 18%            | 14%            | 12%              | 22%            | 2%                    |
| 05/2010 | Ipsos Apoyo                                              | 18%            | 13%            | 13%              | 22%            | 2%                    |
| 06/2010 | Ipsos Apoyo                                              | 22%            | 13%            | 12%              | 21%            | 2%                    |
| 07/2010 | Ipsos Apoyo                                              | 22%            | 12%            | 14%              | 20%            | 2%                    |
| 08/2010 | Ipsos Apoyo                                              | 20%            | 12%            | 14%              | 20%            | 2%                    |
| 08/2010 | Datum                                                    | 20%            | 12%            | 14%              | 19%            | -                     |
| 08/2010 | Imasen                                                   | 19.7%          | 13.6%          | 12.1%            | 20.2%          | 1.7%                  |
| 09/2010 | CPI                                                      | 19.6%          | 9.8%           | 14.6%            | 23.1%          | 1.2%                  |
| 09/2010 | Datum Archiviato il 16 marzo 2012 in Internet Archive.   | 23%            | 12%            | 14%              | 21%            | 2%                    |
| 09/2010 | Ipsos Apoyo                                              | 24%            | 14%            | 16%              | 19%            | 2%                    |
| 09/2010 | IMA                                                      | 25.2%          | 11.8%          | 19.3%            | 20.1%          | -                     |
| 10/2010 | Datum Archiviato il 16 marzo 2012 in Internet Archive.   | 24%            | 11%            | 16%              | 26%            | 1%                    |
| 10/2010 | Ipsos Apoyo                                              | 23%            | 11%            | 16%              | 24%            | 2%                    |
| 11/2010 | CPI                                                      | 19.6%          | 8%             | 20.5%            | 24.1%          | 1.2%                  |
| 11/2010 | Ipsos Apoyo                                              | 20%            | 10%            | 20%              | 24%            | 3%                    |
| 11/2010 | Idice                                                    | 20.8%          | 13.7%          | 20.7%            | 23%            | 1.9%                  |
| 12/2010 | IOP                                                      | 22%            | 9%             | 22%              | 25%            | 1%                    |
| 12/2010 | Datum                                                    | 22%            | 10%            | 26%              | 21%            | 2%                    |
| 12/2010 | IMA                                                      | 22.8%          | 9.1%           | 28.6%            | 21%            | -                     |
| 12/2010 | CPI                                                      | 19.3%          | 9.8%           | 22%              | 24.6%          | 3.3%                  |
| 12/2010 | Ipsos Apoyo                                              | 20%            | 11%            | 23%              | 23%            | 5%                    |
| 12/2010 | IMA                                                      | 17.4%          | 10.1%          | 27.3%            | 22.8%          | 5.8%                  |
| 01/2011 | Datum Archiviato il 16 marzo 2012 in Internet Archive.   | 20%            | 10%            | 27%              | 22%            | 4%                    |
| 01/2011 | CPI                                                      | 18.8%          | 11.7%          | 25.2%            | 22.2%          | 5%                    |
| 01/2011 | Ipsos Apoyo                                              | 22%            | 10%            | 27%              | 19%            | 5%                    |
| 01/2011 | Imasen                                                   | 20.3%          | 12.1%          | 30.7%            | 21.3%          | 5%                    |
| 02/2011 | IOP Archiviato il 4 marzo 2011 in Internet Archive.      | 20.3%          | 12%            | 28.6%            | 17.5%          | 3.6%                  |
| 02/2011 | Datum Archiviato il 16 marzo 2012 in Internet Archive.   | 20%            | 10%            | 30%              | 19%            | 5%                    |
| 02/2011 | CPI                                                      | 17.6%          | 10.4%          | 30.2%            | 20.2%          | 4.3%                  |
| 02/2011 | Ipsos Apoyo                                              | 22%            | 12%            | 28%              | 18%            | 6%                    |
| 02/2011 | IMA                                                      | 20.7%          | 11%            | 36.5%            | 19.9%          | 4.4%                  |
| 02/2011 | Datum Archiviato il 16 marzo 2012 in Internet Archive.   | 19%            | 11%            | 28%              | 19%            | 5%                    |
| 02/2011 | Idice                                                    | 19%            | 15%            | 26%              | 24%            | 7%                    |
| 02/2011 | Ipsos Apoyo                                              | 21%            | 14%            | 28%              | 17%            | 6%                    |
| 02/2011 | CPI                                                      | 18.8%          | 13.4%          | 28.4%            | 20.1%          | 6.4%                  |
| 03/2011 | Datum Archiviato il 16 marzo 2012 in Internet Archive.   | 18%            | 13%            | 29%              | 18%            | 7%                    |
| 03/2011 | Imasen                                                   | 19.2%          | 14.1%          | 30%              | 19.6%          | 6.4%                  |
| 03/2011 | IOP Archiviato il 25 gennaio 2016 in Internet Archive.   | 19.3%          | 15.5%          | 26.6%            | 17.3%          | 10.6%                 |
| 03/2011 | Ipsos Apoyo                                              | 19%            | 15%            | 26%              | 17%            | 9%                    |
| 03/2011 | Ipsos Apoyo                                              | 19%            | 17%            | 23%              | 14%            | 14%                   |
| 03/2011 | Datum Archiviato il 16 marzo 2012 in Internet Archive.   | 17%            | 18.5%          | 20.2%            | 15.5%          | 12.7%                 |
| 03/2011 | CPI                                                      | 20%            | 15.7%          | 20.5%            | 17%            | 14.9%                 |
| 03/2011 | Datum Archiviato il 14 ottobre 2016 in Internet Archive. | 16.1%          | 17.6%          | 19.4%            | 15.5%          | 17.5%                 |
| 03/2011 | CPI                                                      | 19%            | 21.2%          | 18.6%            | 15.5%          | 16.1%                 |
| 03/2011 | Ipsos Apoyo                                              | 22.3%          | 22.8%          | 21.6%            | 15%            | 15.8%                 |
| 03/2011 | IMA                                                      | 17.6%          | 21.9%          | 23.9%            | 13.8%          | 16.9%                 |
| 04/2011 | Datum Archiviato il 14 ottobre 2016 in Internet Archive. | 16.4%          | 21.4%          | 17.4%            | 12.6%          | 17.5%                 |
| 04/2011 | IOP Archiviato il 28 maggio 2020 in Internet Archive.    | 20.3%          | 26.9%          | 20.8%            | 13.3%          | 18.5%                 |
| 04/2011 | IMA                                                      | 17.8%          | 26.1%          | 22%              | 11.9%          | 15.7%                 |
| 04/2011 | Imasen                                                   | 18.1%          | 25.1%          | 20.4%            | 11.9%          | 16.3%                 |
| 04/2011 | CPI                                                      | 19.1%          | 28.7%          | 19.6%            | 14%            | 17.8%                 |
| 04/2011 | Ipsos Apoyo                                              | 20.5%          | 27.2%          | 18.5%            | 12.8%          | 18.1%                 |
| 04/2011 | Datum                                                    | 19.4%          | 26.5%          | 16.7%            | 10.1%          | 15.6%                 |

### Presidenziali, secondo turno
| Data    | Sondaggista                                               | Ollanta Humala | Keiko Fujimori |
| ------- | --------------------------------------------------------- | -------------- | -------------- |
| 04/2011 | Ipsos Apoyo                                               | 42%            | 36%            |
| 04/2011 | CPI                                                       | 40.6%          | 36.8%          |
| 04/2011 | Datum Archiviato il 14 ottobre 2016 in Internet Archive.  | 41.5%          | 40.3%          |
| 05/2011 | Imasen                                                    | 42%            | 37.8%          |
| 05/2011 | Ipsos Apoyo                                               | 39%            | 38%            |
| 05/2011 | IOP Archiviato il 4 marzo 2016 in Internet Archive.       | 40.7%          | 40.5%          |
| 05/2011 | Datum Archiviato il 14 ottobre 2016 in Internet Archive.  | 40.0%          | 39.1%          |
| 05/2011 | Ipsos Apoyo                                               | 42.3%          | 43.8%          |
| 05/2011 | Datum Archiviato il 17 dicembre 2012 in Internet Archive. | 37.9%          | 40.6%          |
| 05/2011 | Ipsos Apoyo                                               | 42.0%          | 43.9%          |
| 05/2011 | CPI                                                       | 47.1%          | 52.9%          |
| 05/2011 | Imasen                                                    | 41.6%          | 39.7%          |
| 05/2011 | Datum Archiviato il 14 ottobre 2016 in Internet Archive.  | 40.2%          | 46.0%          |
| 05/2011 | Datum Archiviato il 14 ottobre 2016 in Internet Archive.  | 41.8%          | 45.4%          |
| 05/2011 | Ipsos Apoyo                                               | 42.4%          | 44.8%          |
| 05/2011 | CPI                                                       | 37.1%          | 42.9%          |
| 05/2011 | Datum                                                     | 40.8%          | 45.0%          |
| 05/2011 | Datum Archiviato il 13 marzo 2012 in Internet Archive.    | 41.8%          | 46.9%          |
| 05/2011 | IOP Archiviato il 13 dicembre 2016 in Internet Archive.   | 43.7%          | 44.2%          |
| 05/2011 | Imasen                                                    | 43.8%          | 42.5%          |
| 05/2011 | Ipsos Apoyo                                               | 42.6%          | 43.5%          |
| 05/2011 | CPI                                                       | 41.5%          | 44.6%          |
| 05/2011 | Datum                                                     | 42.5%          | 46.6%          |
| 06/2011 | Ipsos Apoyo                                               | 43.9%          | 45.8%          |
| 06/2011 | CPI                                                       | 50.5%          | 49.5%          |
| 06/2011 | Datum                                                     | 45.5%          | 46.5%          |
| 06/2011 | IOP                                                       | 47.0%          | 43.8%          |
| 06/2011 | Imasen                                                    | 50.8%          | 49.2%          |
| 06/2011 | Ipsos Apoyo                                               | 51.9%          | 48.1%          |
| 06/2011 | Datum                                                     | 50.8%          | 49.2%          |

### Elezioni parlamentari
| Data    | Sondaggista                                            | Perù Possibile | Fuerza 2011 | Partito di Solidarietà Nazionale | Partito Nazionalista Peruviano | Alianza por el Gran Cambio | Alleanza Popolare Rivoluzionaria Americana |
| ------- | ------------------------------------------------------ | -------------- | ----------- | -------------------------------- | ------------------------------ | -------------------------- | ------------------------------------------ |
| 01/2011 | Datum Archiviato il 16 marzo 2012 in Internet Archive. | 22%            | 15%         | 17%                              | 6%                             | 4%                         | 5%                                         |
| 02/2011 | Datum Archiviato il 16 marzo 2012 in Internet Archive. | 23%            | 16%         | 13%                              | 5%                             | 4%                         | 2%                                         |
| 02/2011 | Datum Archiviato il 16 marzo 2012 in Internet Archive. | 15%            | 11%         | 11%                              | 5%                             | 5%                         | 3%                                         |
| 02/2011 | Ipsos Apoyo                                            | 19%            | 15%         | 12%                              | 9%                             | 6%                         | 5%                                         |
| 02/2011 | Ipsos Apoyo                                            | 21%            | 14%         | 10%                              | 7%                             | 5%                         | 5%                                         |
| 02/2011 | CPI                                                    | 15.9%          | 11.3%       | 10.1%                            | 6.3%                           | 5.6%                       | 4.1%                                       |
| 03/2011 | Datum Archiviato il 16 marzo 2012 in Internet Archive. | 18%            | 11%         | 10%                              | 5%                             | 5%                         | 4%                                         |
| 03/2011 | Imasen                                                 | 26.8%          | 10.6%       | 9.7%                             | 8.6%                           | 7.3%                       | 4.4%                                       |
| 03/2011 | Ipsos Apoyo                                            | 19%            | 12%         | 10%                              | 8%                             | 7%                         | 5%                                         |
| 03/2011 | Ipsos Apoyo                                            | 16%            | 13%         | 9%                               | 9%                             | 8%                         | 5%                                         |
| 03/2011 | Datum Archiviato il 16 marzo 2012 in Internet Archive. | 13.3%          | 10%         | 10.3%                            | 6.4%                           | 6.8%                       | 3.6%                                       |
| 03/2011 | CPI                                                    | 18.3%          | 25.8%       | 13%                              | 14.3%                          | 11.2%                      | 10.2%                                      |
| 03/2011 | Datum Archiviato il 6 marzo 2016 in Internet Archive.  | 13.6%          | 11.7%       | 10.2%                            | 9.3%                           | 10.4%                      | 5.2%                                       |
| 03/2011 | Ipsos Apoyo                                            | 18.7%          | 21.8%       | 13.3%                            | 16.9%                          | 12.8%                      | 7.9%                                       |
| 03/2011 | CPI                                                    | 11.5%          | 12.8%       | 9.4%                             | 10.4%                          | 8.6%                       | 5.2%                                       |
| 04/2011 | IOP                                                    | 20%            | 18%         | 12%                              | 17%                            | 16%                        | 8%                                         |
| 04/2011 | CPI                                                    | 14%            | 22%         | 13.1%                            | 18.6%                          | 14.1%                      | 9.7%                                       |
| 04/2011 | Ipsos Apoyo                                            | 17.4%          | 19.4%       | 9.2%                             | 19.4%                          | 13.2%                      | 7.1%                                       |